# Pak Bong-sik
Pak Bong-sik (박 봉식) was een atleet uit Zuid-Korea. Ze nam deel aan de Olympische Zomerspelen 1948 aan het onderdeel discuswerpen, en was de eerste vrouwelijke deelneemster voor Zuid-Korea.
- World Athletics: 14557501